# Josip Višnjić
Josip Višnjić (Belgrad, Iugoslàvia, 17 de novembre de 1966), és un exfutbolista serbi. Va jugar de migcampista i en l'actualitat és entrenador de la Real Sociedad Deportiva Alcalá de Tercera Divisió d'Espanya.

## Trajectòria

### Com a jugador
Josip Višnjić va ser un dels estrangers que millor rendiment va donar en els anys 90 en el futbol espanyol. Encara que el seu treball no era tan cridaner com el d'altres jugadors, tots els tècnics que l'han tingut a les seues ordres van confiar en ell. Josip es va iniciar en el futbol a l'extinta Iugoslàvia, primerament en el FK Radnički Niš en el qual va romandre durant diverses temporades fins a donar el salt al prestigiós FK Partizan Belgrad en el qual va estar una temporada.
Va arribar a Espanya de la mà de Juanito per a jugar en el Club Polideportivo Mérida, en l'equip extremeny va estar una temporada fins a fitxar pel Rayo Vallecano. A Vallecas va jugar les seues primeres dues temporades en Primera Divisió, i la tercera, en la qual l'equip va retornar a Primera Divisió. Els seus números en l'equip rayista van ser notoris: 36 partits disputats en la temporada 1992/93, 30 en la 1993/94, i 33 en la 1994/95.
Després de la seva etapa en el barri madrileny, va fitxar per l'Hèrcules Club de Futbol a l'estiu de 1995. En la seva primera temporada en el conjunt herculà va disputar 30 partits en Segona Divisió completant una temporada de somni on l'Hèrcules va ser campió de manera aclaparant. En la temporada 1996/97 en Primera Divisió amb l'equip alacantí, va disputar 22 partits assolint 2 gols, i l'equip va descendir. El seu debut en aquesta temporada es va produir l'1 de setembre de 1996 en el José Rico Pérez davant el CF Extremadura (2-1). En aquesta temporada Josip, no va tenir massa fortuna amb les lesions, havent de sotmetre's al març de 1997 a una plàstia, intervenció en la qual va duplicar el tendó del genoll en un lligament.
La temporada 1997/98 va jugar 27 partits en Segona Divisió sota les ordres de l'entrenador David Vidal. I en la següent temporada l'equip herculà va realitzar una horrenda campanya descendint a Segona Divisió B, Visnjic va jugar 23 partits. Després del descens, Visnjic va acceptar una rebaixa en el sou per a renovar el seu compromís amb el club alacantí. I va acomiadar la seva carrera com a jugador en la temporada 1999/00, en la qual l'Hèrcules CF es va classificar per a la liguilla d'ascens a Segona Divisió però que no va aconseguir l'ascens finalment.

### Com a entrenador
Després de finalitzar la seva etapa com a jugador de futbol, Višnjić va passar a exercir d'entrenador en les categories inferiors de l'Hèrcules CF. Durant dues temporades va entrenar el filial en Regional Preferent. El 2003 mentre exercia d'entrenador de l'Hèrcules B va substituir a Felipe Miñambres en el primer equip, encara que va seguir dirigint al filial.
La temporada 2004/05 va fitxar pel RSD Alcalá] de la mà del llavors director tècnic Manolo Alfaro. L'equip madrileny va assolir la millor classificació de la història del club (4t en Segona B), i va disputar la fase d'ascens a Segona, eliminant a la SD Ponferradina en primera ronda i caient, precisament, contra l'Hèrcules CF en la segona.
Després del seu pas per la UD Las Palmas, també en Segona B, va tornar a l'Alcalá a mitjan temporada 2007/08, tot classificant a l'equip per a la fase d'ascens a Segona B en la qual va caure eliminat en segona ronda per la UE Alzira.